# Ernst Georg Jünger
Ernst Georg Jünger (* 8. April 1868 in Hannover; † 9. Januar 1943 in Leisnig) war ein deutscher Apotheker und Chemiker. Einer seiner Söhne war Ernst Jünger.

## Leben
Als Sohn eines Hannoveraner Gymnasiallehrers studierte Jünger Chemie an der Ludwig-Maximilians-Universität München. 1893 wurde er Mitglied des Corps Brunsviga München. In München lernte er Karoline Lampl (1873–1950) kennen, eine musisch und gesellig veranlagte Frau aus einer katholischen fränkisch-bayerischen Familie aus Dießen und Eichstätt. Zum Dr. phil. promoviert, wurde Jünger Assistent bei Victor Meyer an der Ruprecht-Karls-Universität Heidelberg. Bevor er „Lily“ auf Helgoland heiratete, kam sein später berühmter Sohn Ernst Jünger in Heidelberg zur Welt. Kurz darauf zog die Familie in Jüngers Heimatstadt Hannover, wo sich Jünger in einem eigenen Labor als Gerichts- und Handelschemiker niederließ. Er isolierte das Kumarin aus dem Waldmeister. Jünger kaufte eine Apotheke in Schwarzenberg/Erzgeb., zog aber 1907 mit seiner Familie nach Rehburg am Steinhuder Meer. Von dort betätigte er sich erfolgreich im Kalibergbau. Nach dem Ersten Weltkrieg übernahm er die Löwenapotheke in Leisnig, Sachsen. Zum 1. Mai 1932 trat er der NSDAP bei (Mitgliedsnummer 1.134.706). Nach der Vermutung des Ernst-Jünger-Biografen Helmuth Kiesel „folgte Ernst Georg Jünger hier nicht – oder nicht nur – seiner politischen Überzeugung, sondern gab dem Druck nach, der in dieser Zeit auf seinesgleichen ausgeübt wurde und der enorm war.“
Ernst Georg Jünger ist mit seiner Frau Lily (1873–1950) und dem gemeinsamen Sohn Hans-Otto (1905–1976) in Leisnig begraben, wo er wohl auch starb. Der Grabstein auf dem Leisniger Friedhof ist erhalten. Darauf sind zum Gedenken auch die Enkel Ernst Jünger (1926–1944) und Kurt Deventer (1924–1945) aufgeführt.
Nach den Erinnerungen seines Sohnes Ernst war Ernst Georg Jünger ein leicht zu begeisternder Mann, ein Opernliebhaber mit streng rationalistischer Einstellung, ein passionierter Schachspieler, der sich zuweilen in die Welt des Spieles und der Spiele flüchtete.

„Das rationale Klima der Heidelberger Universität hatte ihn unverkennbar geprägt. Naturwissenschaften – vor allem Chemie – und Geschichte gaben die Grundpfeiler. Auch das Geschichtsbild war positivistisch; es wurde durch die großen Einzelnen bestimmt. Seine besondere Neigung galt Alexander, Cortez, Wallenstein, Napoleon. Dazu die Paladine: die Argonauten, die Diadochen, die Konquistadoren, die Marschälle. Es fiel mir auf, daß der Vater trotz seiner Vorliebe für große Operationen am Ersten Weltkrieg geistig kaum Anteil nahm; er vermißte die logische Prägnanz – das Material wurde zu stark. Eine Ausnahme bildete die Skagerrakschlacht, die er studierte wie eine Schachpartie.“

Ernst Georg und Lilly Jünger hatten sechs Kinder: Ernst (1895–1998), Friedrich Georg (1898–1977), Johanna Hermine (1899–1984), Hans Otto (1905–1976) und Wolfgang (1908–1975). Die Brüder Hermann und Felix starben früh.